# Celia Cortés
Celia Cortés Rivas (Toledo, 1915 - Monforte de Lemos, 1995) fue una pintora española e ilustradora de libros que desarrolló su vida artística en Monforte de Lemos. Una de sus contribuciones más señaladas es el haber sido la primera mujer en Galicia que pintó un mural en las paredes de un claustro monasterial.

## Trayectoria
Nació en Toledo por estar allí destinado su padre, militar de carrera. Desde 1935 fijó su residencia en Monforte de Lemos, donde desarrolló su carrera artística hasta su fallecimiento.
En 1961 se trasladó a París para ampliar su formación pictórica con una beca de la Diputación Provincial de Lugo. En la capital francesa tuvo como maestros a Andrée Lhote y Serge Poliakoff, así como al escultor italiano Rossi-Rosso. Luego se trasladó a Barcelona, donde estudió y experimentó con técnicas pictóricas modernas así como con la pintura mural al fresco, la estilización y los esgrafiados.
Sus obras forman parte del patrimonio artístico de la Diputación de Lugo, Ayuntamiento y Liceo de Ourense, casa sindical de Lugo, consulado de Italia en Vigo, hospital Clínico de Nueva York, Maison Hispano Marroquí de París, Centro Gallego de Madrid y Escuela Massana de Barcelona, entre otros organismos y sociedades, además de alguna colección particular. Su nombre fue incluido en un tomo de la Enciclopedia Galega Universal junto al de otros artistas como Margarida Conde, Carmen Correa, María do Carme Corredoira e Ruiz de Baro, Ana Costas Frade, Magdalena Crespo Lorenzo o Raúl Comesaña.

## Reconocimientos
Fue distinguida con diplomas y medallas individuales en el Salón de Otoño de Madrid en los años 1960 y 1961. Durante su estancia en Paría, fue premiada en la exposición de Foyer des artistas Boulevard de Montparnasse y en la de Ville de París.

## Obra
Fue una de las cuatro artistas invitadas, junto con José Luis Rodríguez, Enrique Navarro, y Juan Parés, para crear un mural que sustituyera a las pinturas quemadas en el claustro del monasterio de San Julián de Samos bajo la temática de la vida de San Benito. Finalizó el encargo a finales de 1963, creando un mural de 7 metros de ancho por 6 de alto por el que recibió elogios ya desde los bocetos del abad de la congregación benedictina, el padre Celestino María Gusi i Rosell y del mitrado de Samos, Mauro Gómez Pereira.
Pintó las pechinas de la cúpula de la iglesia de Seoane en Monforte de Lemos. Ilustró tres libros de José Ibáñez Fernández: Chacuecadas, O Borio y Andromenas.